# Jan Zajíc
Jan Zajíc, född 3 juli 1950 i Vítkov, död 25 februari 1969 på Vaclavplatsen i Prag, var en tjeckisk nationalhjälte som i protest emot Sovjets invasion av Tjeckoslovakien 1968 begick självmord genom att bränna sig till döds utanför Nationalmuseet efter att först ha hungerstrejkat.